# Bourgvallées
Bourgvallées ist eine französische Gemeinde mit 3.319 Einwohnern (Stand: 1. Januar 2022) im Département Manche in der Region Normandie. Sie gehört zum Arrondissement Saint-Lô und zum Kanton Saint-Lô-2.
Sie entstand mit Wirkung vom 1. Januar 2016 als Commune nouvelle durch die Zusammenlegung der ehemaligen Gemeinden Gourfaleur, La Mancellière-sur-Vire, Saint-Romphaire und Saint-Samson-de-Bonfossé, die in der neuen Gemeinde den Status einer Commune déléguée haben. Der Verwaltungssitz befindet sich im Ort Saint-Samson-de-Bonfossé.
Zum 1. Januar 2019 traten auch die bisher eigenständigen Kommunen Le Mesnil-Herman und Soulles der Commune nouvelle bei.

## Gliederung
| Ortsteil                                   | ehemaliger INSEE-Code | Fläche (km²) | Einwohnerzahl zum 1. Januar 2022 |
| ------------------------------------------ | --------------------- | ------------ | -------------------------------- |
| Saint-Samson-de-Bonfossé (Verwaltungssitz) | 50546                 | 06,28        | 935                              |
| Gourfaleur (seit 2016)                     | 50213                 | 08,45        | 461                              |
| La Mancellière-sur-Vire (seit 2016)        | 50287                 | 06,80        | 548                              |
| Le Mesnil-Herman (seit 2019)               | 50313                 | 01,91        | 138                              |
| Saint-Romphaire (seit 2016)                | 50545                 | 09,97        | 771                              |
| Soulles (seit 2019)                        | 50581                 | 14,86        | 466                              |

## Lage
Nachbargemeinden von Bourgvallées sind Canisy mit Saint-Ébremond-de-Bonfossé im Nordwesten, Saint-Lô im Norden, Baudre im Nordosten, Sainte-Suzanne-sur-Vire und Condé-sur-Vire mit Troisgots im Osten, Moyon Villages im Süden, La Haye-Bellefond, Le Guislain und Notre-Dame-de-Cenilly im Südwesten sowie Saint-Martin-de-Bonfossé und Dangy im Westen.

## Sehenswürdigkeit
- Kirche in Saint-Samson-de-Bonfossé
- Flurkreuz in Gourfaleur
- Kirche Notre-Dame in Gourfaleur
- Kirche Saint-Romphaire
- Kirche Saint-Pierre in Le Mesnil-Herman
- Kirche Saint-Martin in Soulles

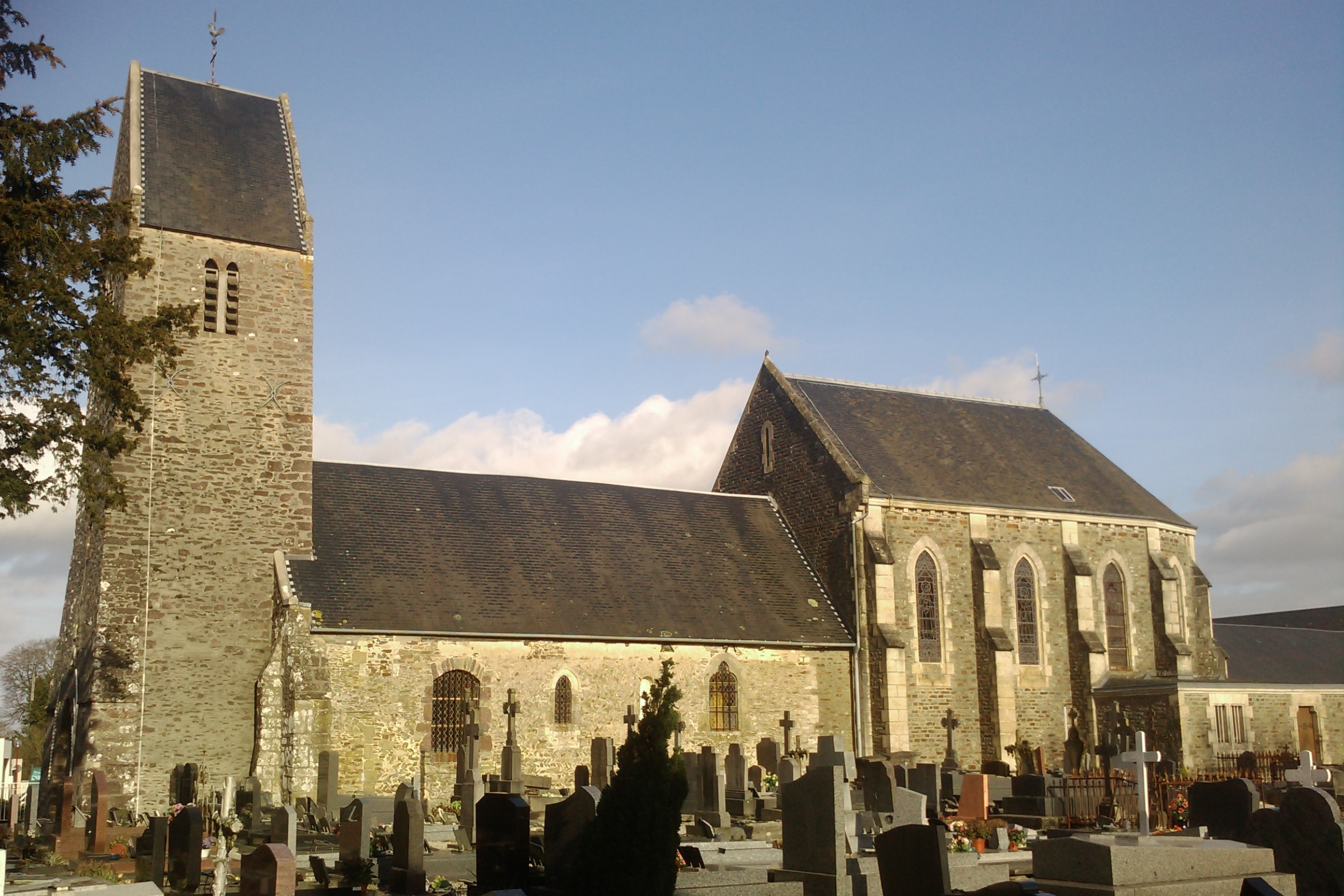
Kirche Saint-Samson-de-Bonfossé
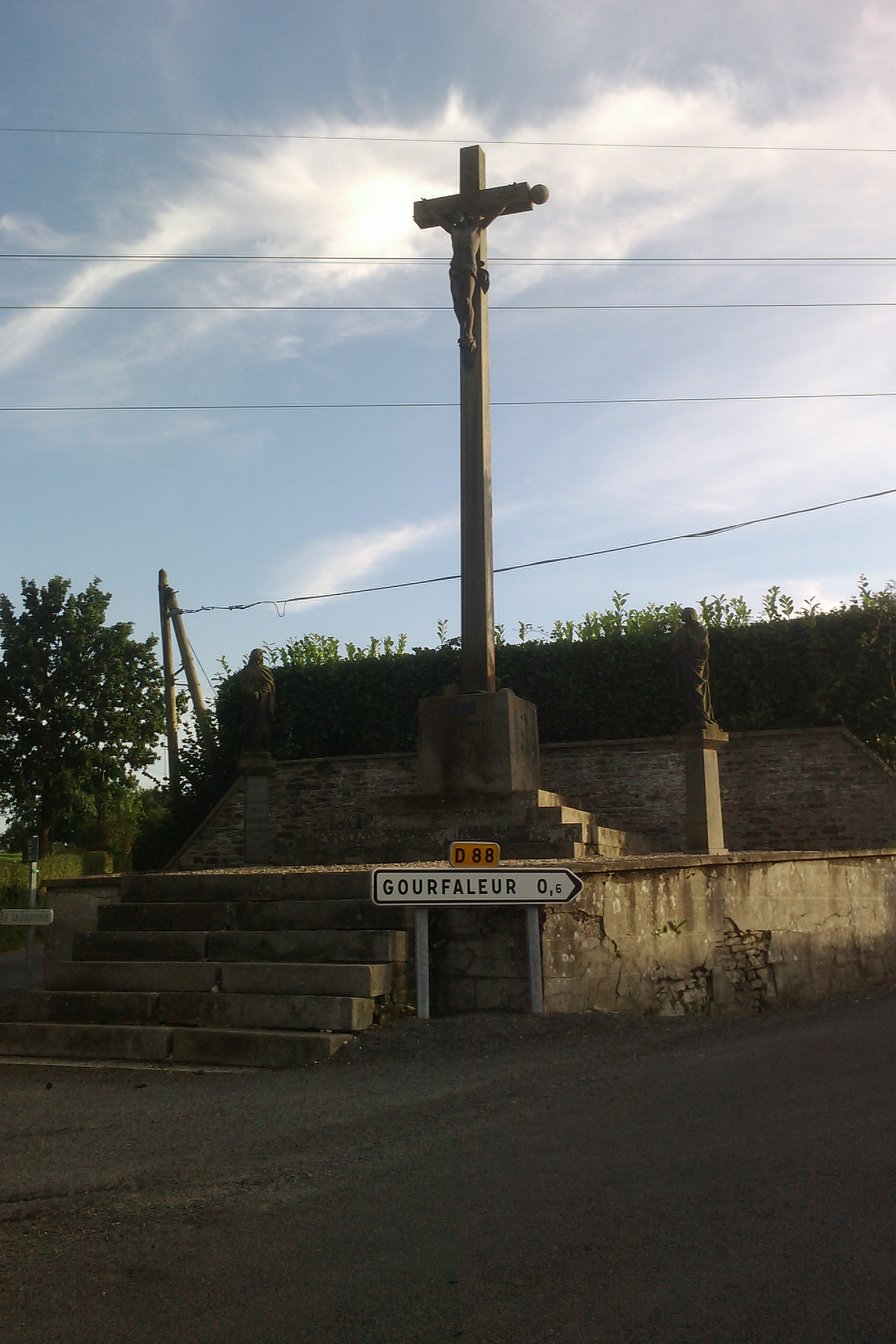
Flurkreuz in Gourfaleur
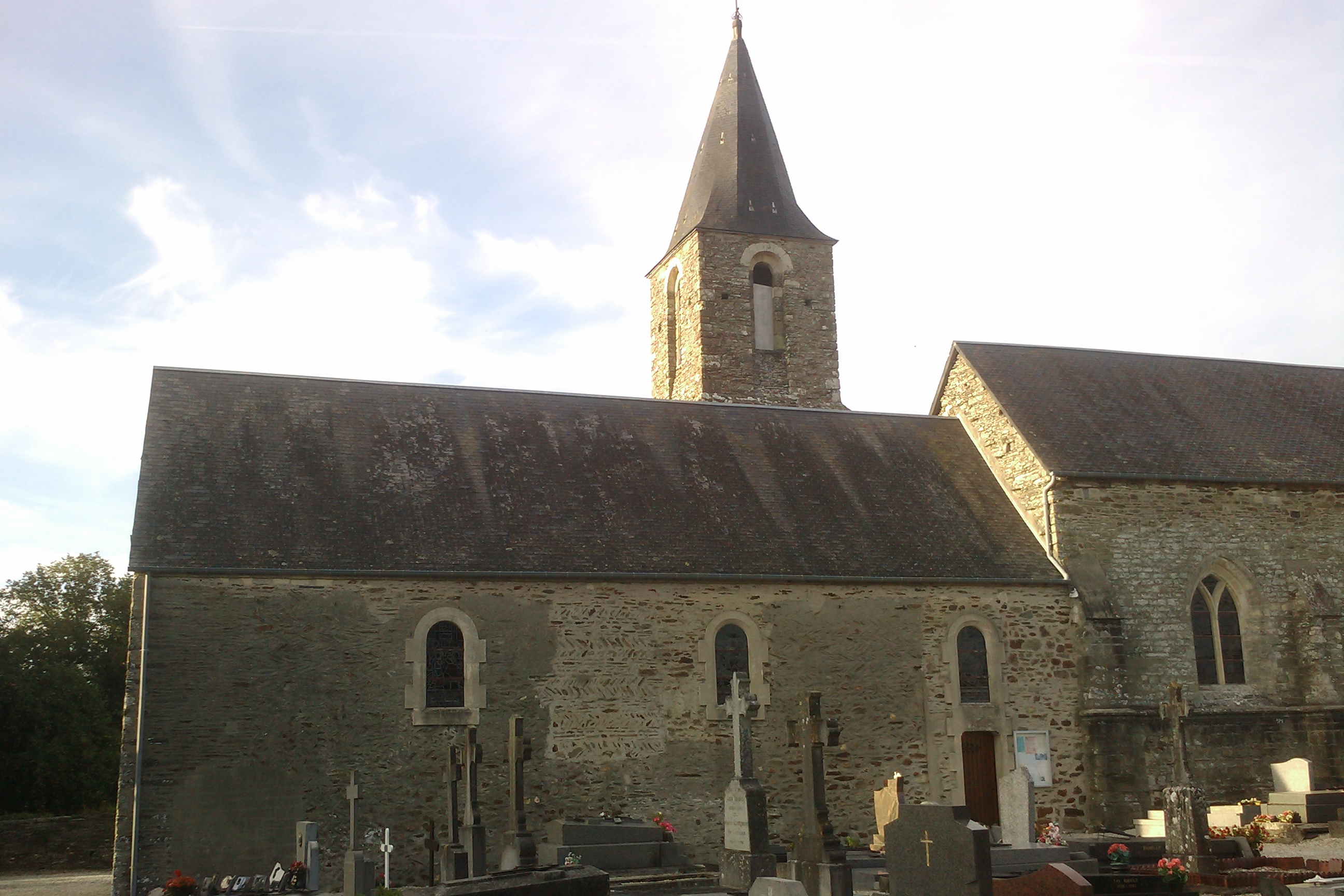
Kirche Notre-Dame in Gourfaleur
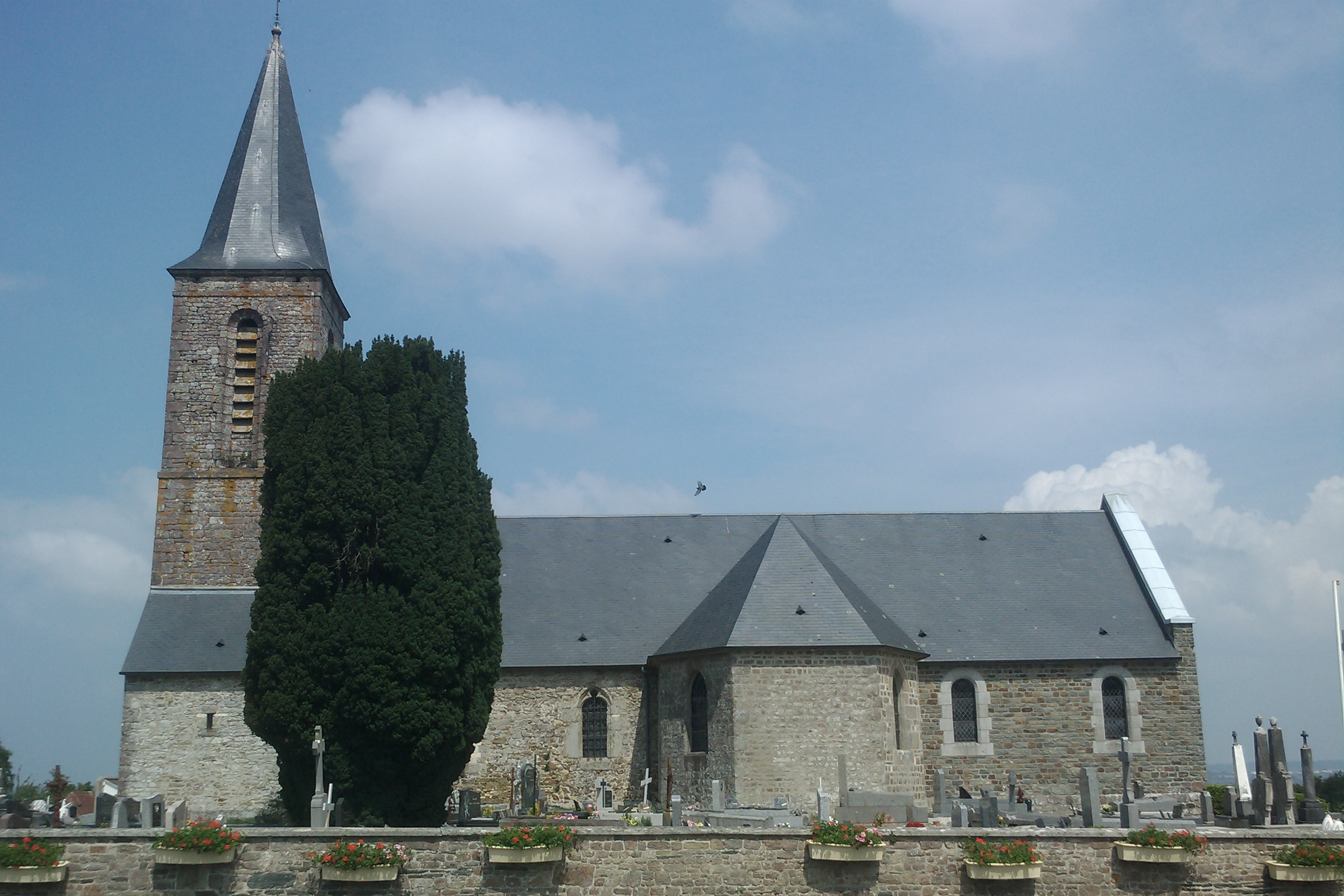
Kirche Saint-Romphaire
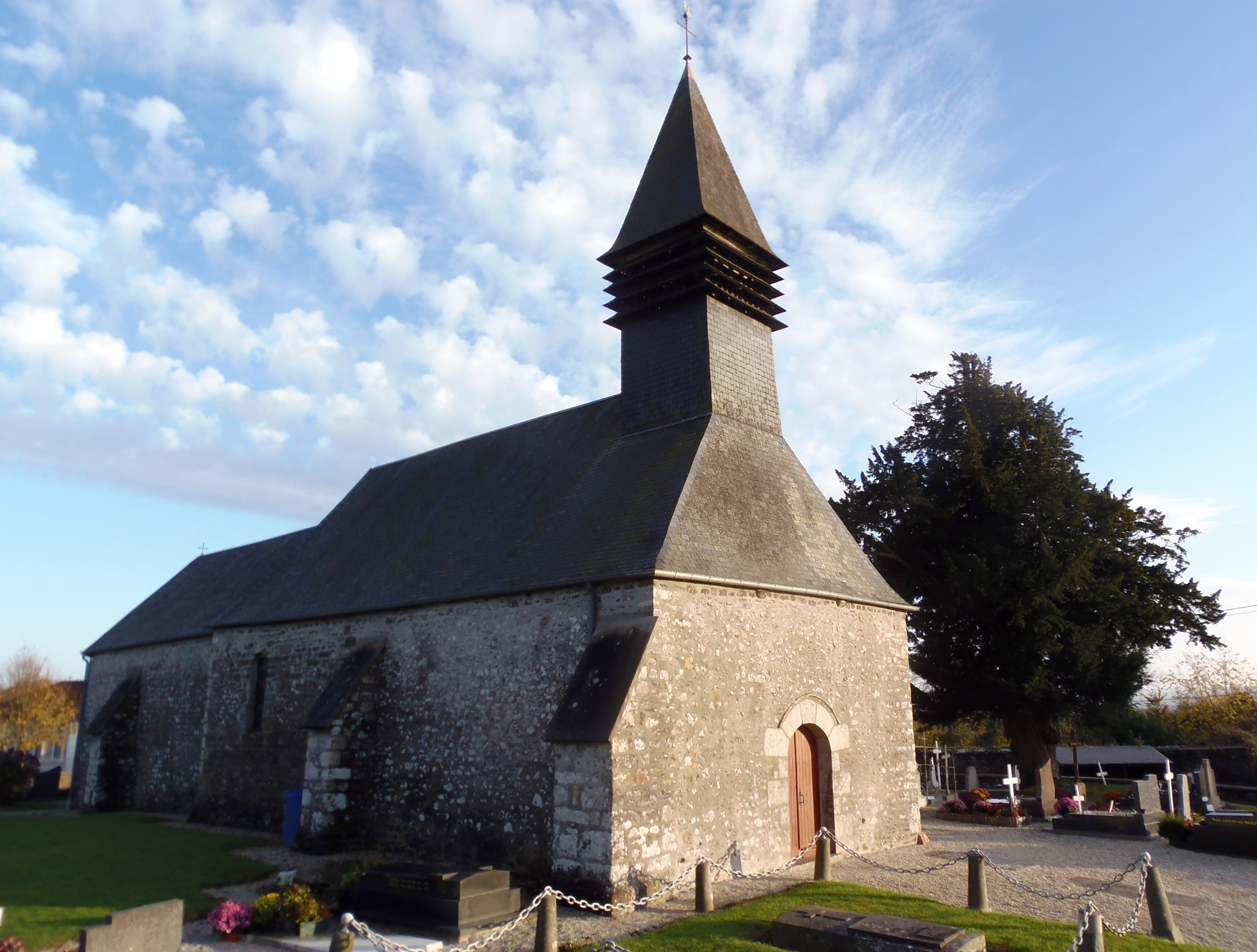
Kirche Saint-Pierre
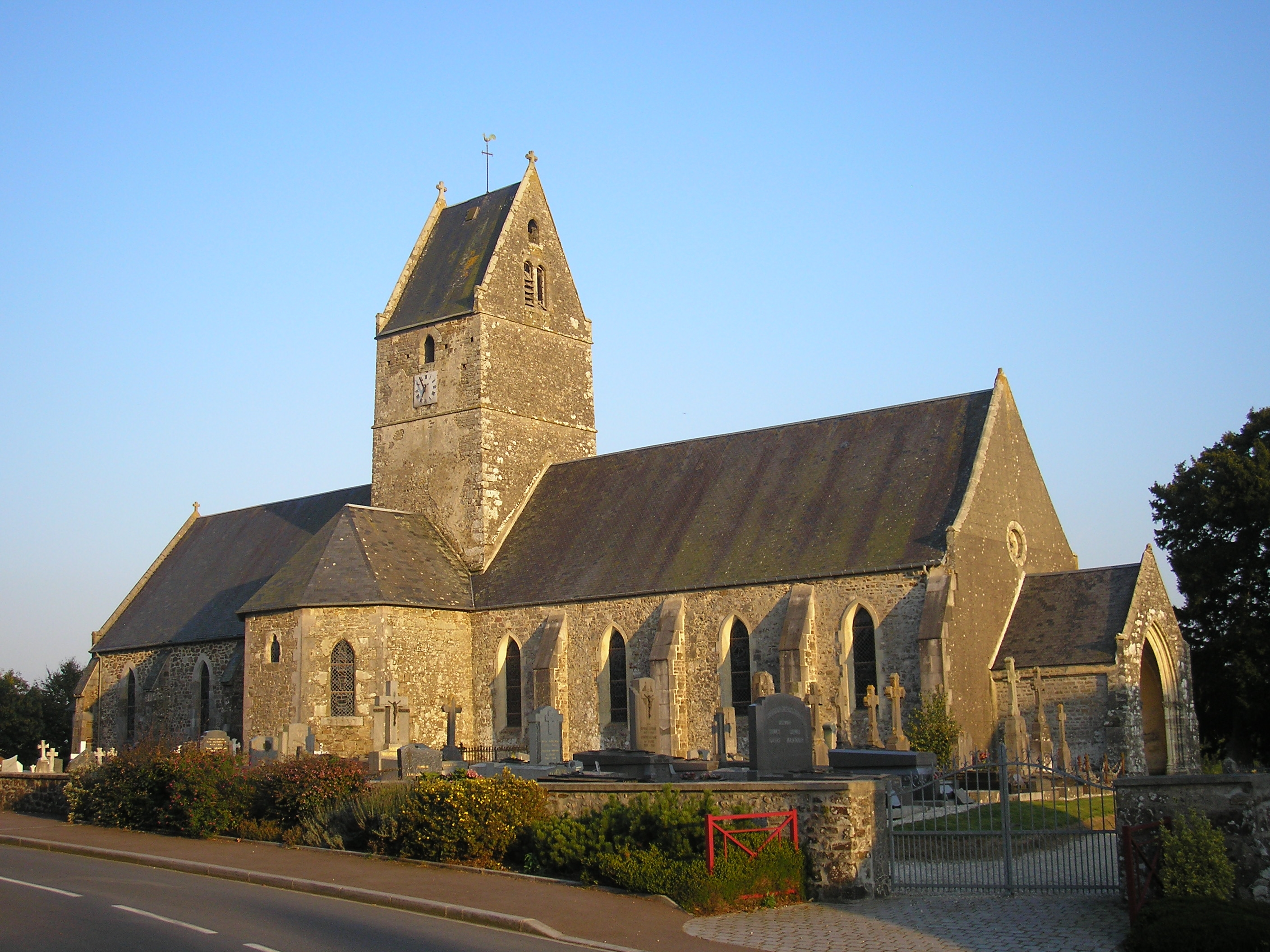
Kirche Saint-Martin in Soulles